# Молодёжь Эстонии
«Молодёжь Эстонии» — газета на русском языке, издававшаяся в Эстонии с 1950 по 2009 год. В 1990-е — 2000-е годы — крупнейшая подписная газета в Эстонии на русском языке, бывшая доступной также в электронном формате.

## Общая информация
Газета была ориентирована в первую очередь на русскоязычное население республики, проживающее в основном в столице — городе Таллине, а также в преимущественно русскоязычном северо-восточном уезде Ида-Вирумаа.
Со дня основания в 1950 году и до 1956 года называлась «Сталинская молодёжь». До конца 1980-х годов газета была органом ЛКСМ Эстонии и её тираж достигал 100 тысяч экземпляров. В IV квартале 2008 года читательская аудитория газеты (не тираж) составляла 42 тысячи человек.
Последний номер газеты вышел 30 апреля 2009 года.
Пост главного редактора газеты в разное время занимали Ирина Ристмяги, Сергей Сергеев, Аркадий Присяжный, Илья Никифоров и Родион Денисов.